# 对腰
对腰（英文：just-waist)是描述现代乐器，特别是吉他的一个术语，指琴身的上下两片的最细处（腰部）是对齐的。相比之下，这是一种较传统的设计。和“对腰”对立的是“错腰”。

Fender Precision Bass,Fender Urge Bass,Fender Stratocaster,Fender Esquire,和Fender Telecaster是典型的对腰乐器。